# Філіп Вайлі
Філіп Гордон Вайлі (англ. Philip Gordon Wylie, 12 травня 1902 — 25 жовтня 1971) — американський письменник-фантаст та сатирик.

## Життєпис
Вайлі народився в Беверлі, штат Массачусетс у сім'ї пресвітеріанського священника Едмунда Мелвілла Вайлі й колишньої письменниці Едни Едвардс, яка померла, коли Філіпу було п'ять років. Його сім'я переїхала в Монклер, штат Нью-Джерсі, і Вайлі навчався в Принстонському університеті з 1920 по 1923 рік.
Вайлі написав сотні статей, романів, оповідань, газетних колонок і творів на тему соціальної критики. Він також писав сценарії, перебуваючи в Голлівуді, був редактором Farrar & Rinehart, працював в Раді оборони округу Дейд, штат Флорида, був директором Морської лабораторії Лернера і у свій час був радником голови Об'єднаного комітету Конгресу з атомної енергії, що призвело до створення Комісії з атомної енергії.
Більшість основних робіт Вайлі містять критичні, хоча і часто філософські, погляди на людину і суспільство в результаті його досліджень та інтересів в галузях біології, етнології, фізики та психології.
Принаймні дев'ять фільмів були зняті за романами або розповідями Вайлі. Він продав права на два інших, які так і не були реалізовані.
Вайлі досить широко застосовував інженерні принципи і науковий метод в своїх роботах. Його роман «Зникнення» (1951) розповідає про те, що відбувається, коли всі раптово розуміють, що всі представники протилежної статі відсутні (всі чоловіки повинні обходитися без жінок, і навпаки). Книга поглиблюється в подвійні стандарти між чоловіками і жінками, які існували до жіночого руху 1970-х років, досліджуючи природу відносин між чоловіками і жінками, а також питання прав жінок і гомосексуальності.
Під час Другої світової війни робота над «Кратером раю» (1945) призвела до домашнього арешту Вайлі федеральним урядом. Науково-популярна книга есе Вайлі «Покоління гадюк» (1942) була бестселером 1940-х років.